# Tenebrisme
Tenebrisme, van het Latijnse tenebra (duisternis) of het Italiaanse tenebroso (donker, somber, mysterieus), soms ook 'dramatische belichting' genoemd, is een schilderstijl met uitgesproken clair-obscur (Italiaans chiaroscuro), met sterke licht-donkercontrasten waarbij het donker een overheersende factor van het beeld is. De techniek werd ontwikkeld om drama aan de afbeelding toe te voegen door het onderwerp als het ware in de spotlights te zetten. Het effect wordt veel gebruikt in schilderijen uit de barok. Clair-obscur is een bredere term waartoe ook het gebruik van minder uitgesproken contrasten behoort die de illusie van ruimtelijkheid versterken.
De Italiaanse kunsthistoricus Itay Sapir interpreteerde het tenebrisme in de Romeinse schilderkunst rond 1600 in de context van theoretische vragen over zien, weten en representeren (I. Sapir, 2008, Ténèbres sans leçons: esthétique et épistémologie de la peinture ténébriste romaine 1595-1610).

## Barok
De introductie van deze stijl wordt meestal toegeschreven aan de Italiaanse kunstenaar Caravaggio, maar de techniek werd al eerder gebruikt, door kunstschilders zoals Albrecht Dürer, Tintoretto en El Greco. De term wordt gebruikt voor de schilderstijl van kunstenaars vanaf de zeventiende eeuw. Artemisia Gentileschi, een kunstenares uit de barok, was een uitzonderlijke exponent van het tenebrisme en navolgster van Caravaggio. El Greco schilderde drie versies van een compositie met een jongen, een man en een aap die in de duisternis rondom een kaarsvlam staan. Onder de bekendste tenebristen behoren Italiaanse en Nederlandse navolgers van Caravaggio (Utrechtse School), Francisco Ribalta, Jusepe de Ribera en hun Spaanse navolgers.
De term tenebrisme wordt het meest toegepast op Spaanse kunstschilders uit de zeventiende eeuw. Soms wordt deze techniek van andere schilders uit de zeventiende eeuw aangeduid als "kaarslicht taferelen met bedekte lichtbron". Tot deze kunstenaars behoren Georges de La Tour, die veel doeken schilderde met een enkele kaars als lichtbron, Trophime Bigot, Gerard van Honthorst en Rembrandt. In Vlaanderen was Adam de Coster een toonaangevende tenebrist die uitmuntte in taferelen waarin het licht van een kaars door een voorwerp wordt bedekt. De Nederlandse kunstschilder Godfried Schalcken schilderde veel taferelen bij kaarslicht. De noordelijke schilders creëerden een stemming van stilte en rust door hun uitzonderlijke belichting, eerder het omgekeerde van waar Spaanse schilders naar streefden. Zij waren meer geïnteresseerd in de schaars verlichte delen van het schilderij en verspreidden hun diffuse licht over het doek.
De term tenebrisme wordt zelden gebruikt voor Adam Elsheimer, hoewel hij een belangrijk vernieuwer was in het schilderen van nachttaferelen met gedeeltelijk verlichte delen van het schilderij.

## Latere ontwikkeling
Gelijksoortige composities werden geschilderd door Joseph Wright of Derby en andere kunstenaars van de Romantiek. De term tenebrisme wordt echter zelden gebruikt om hun werk aan te duiden.

## Voorbeelden

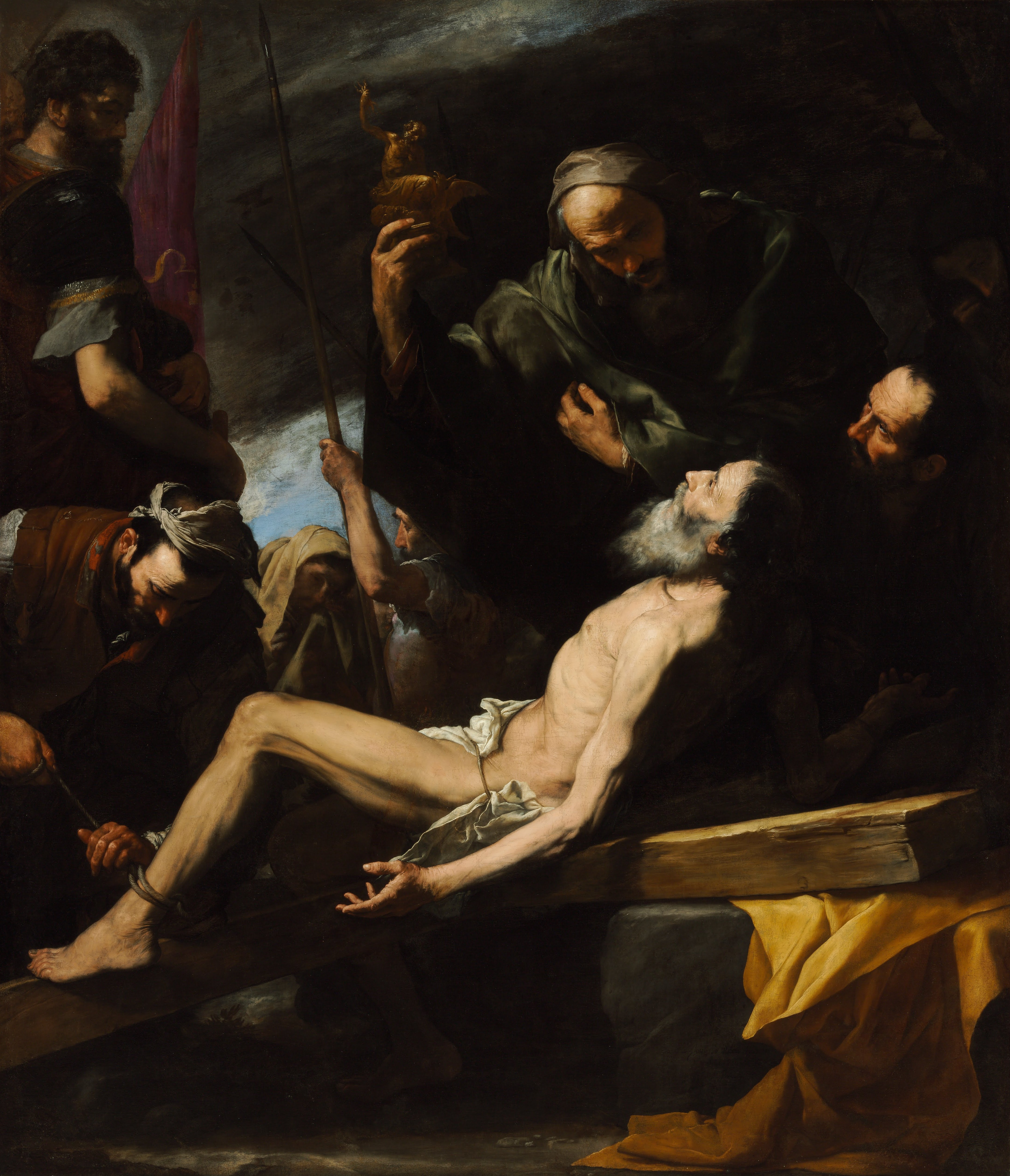
José de Ribera, Het martelaarschap van Sint Andreas, 1628
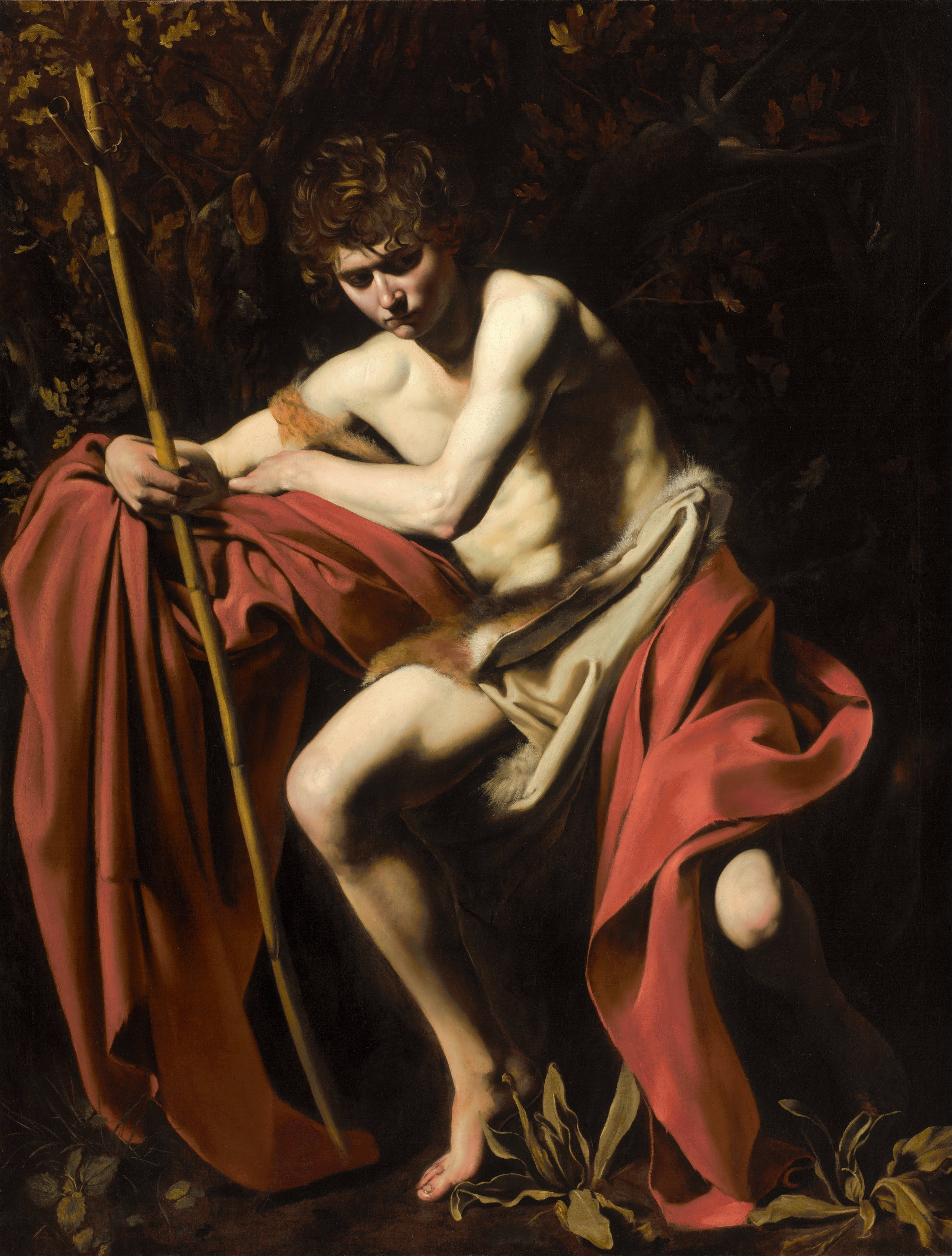
Michelangelo Merisi da Caravaggio, Johannes de Doper (Johannes in de woestijn), 1604
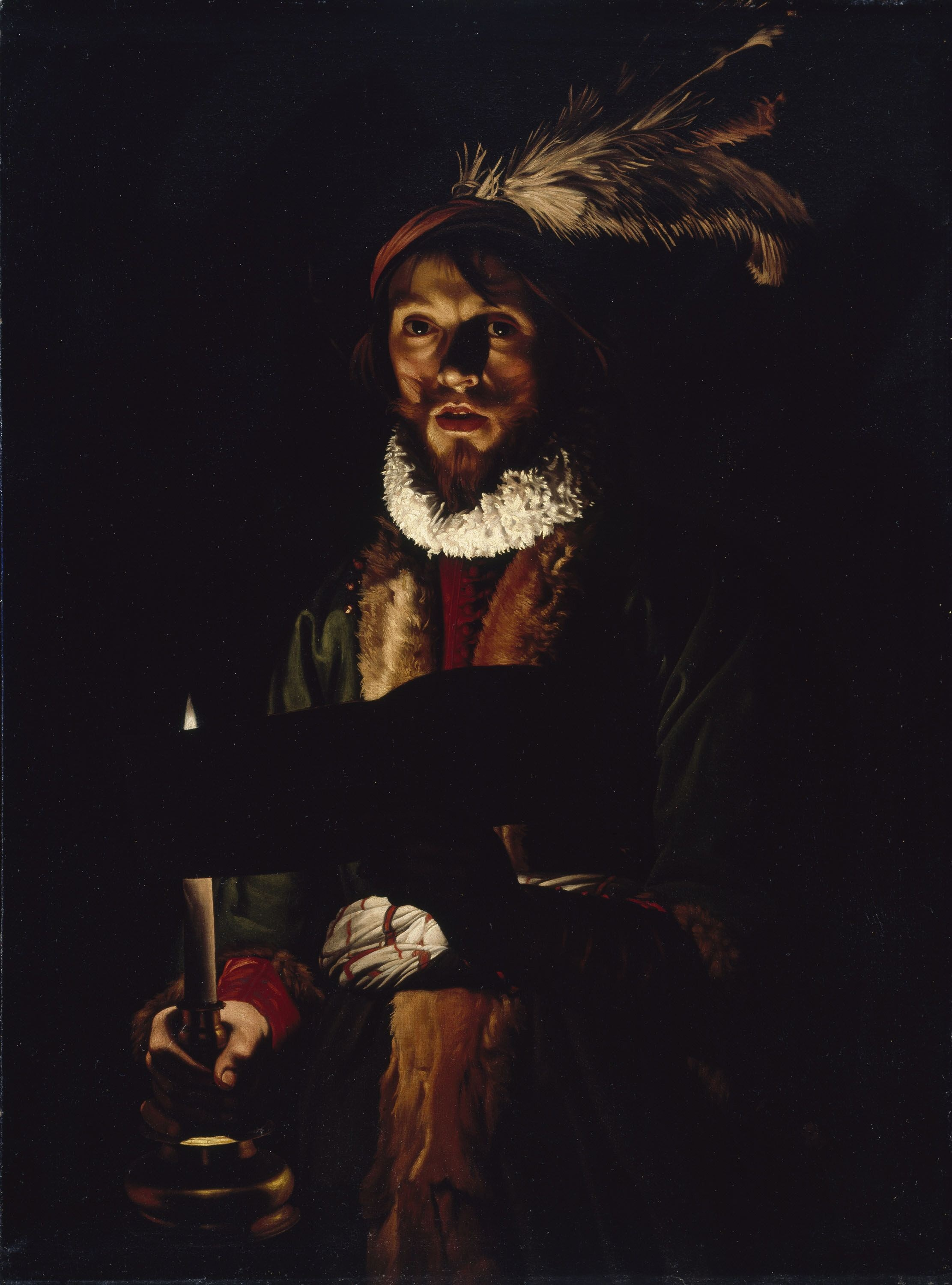
Adam de Coster, Zingende man bij kaarslicht, 1625-1635
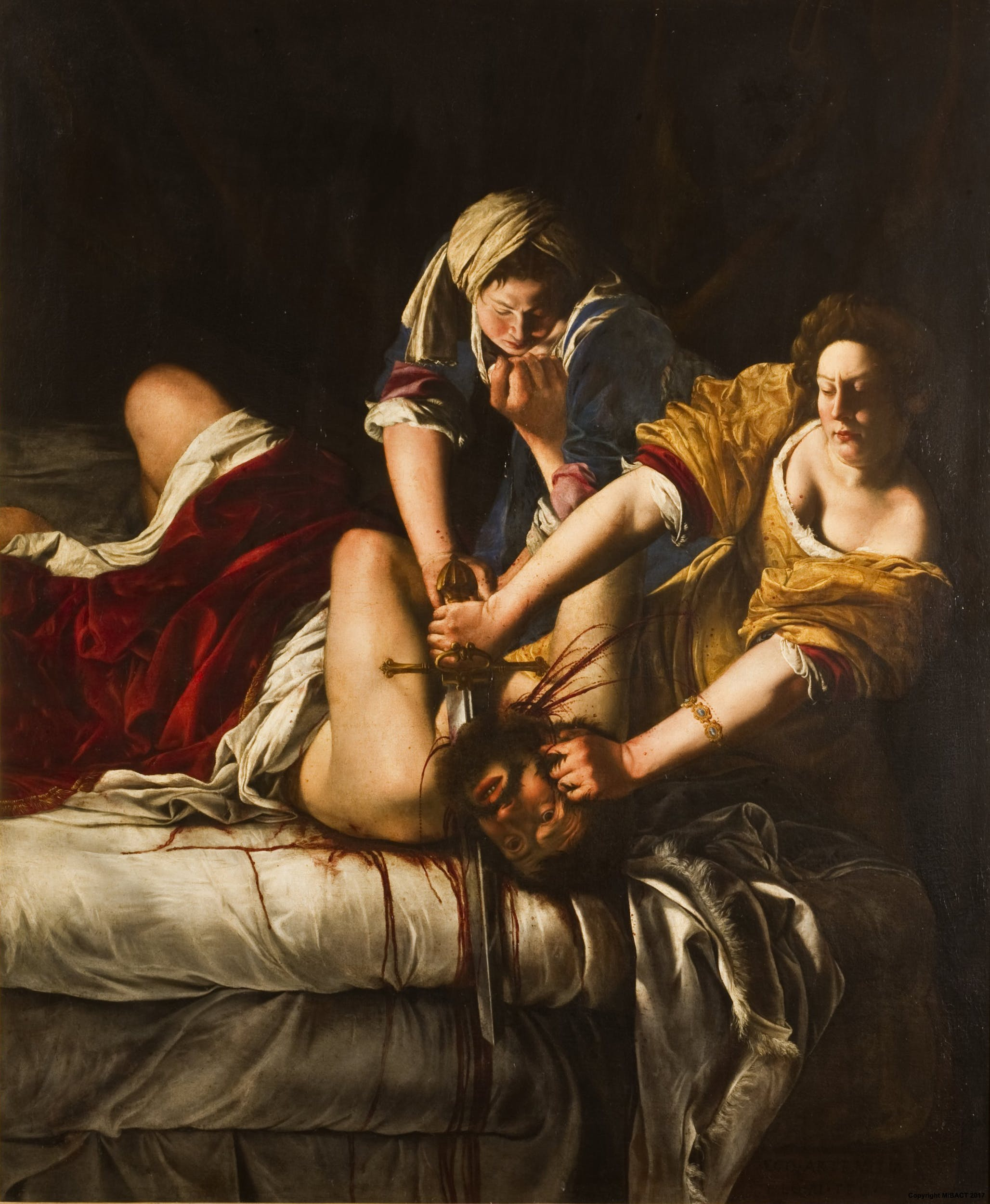
Artemisia Gentileschi, Judith onthoofdt Holofernes, 1614-1620
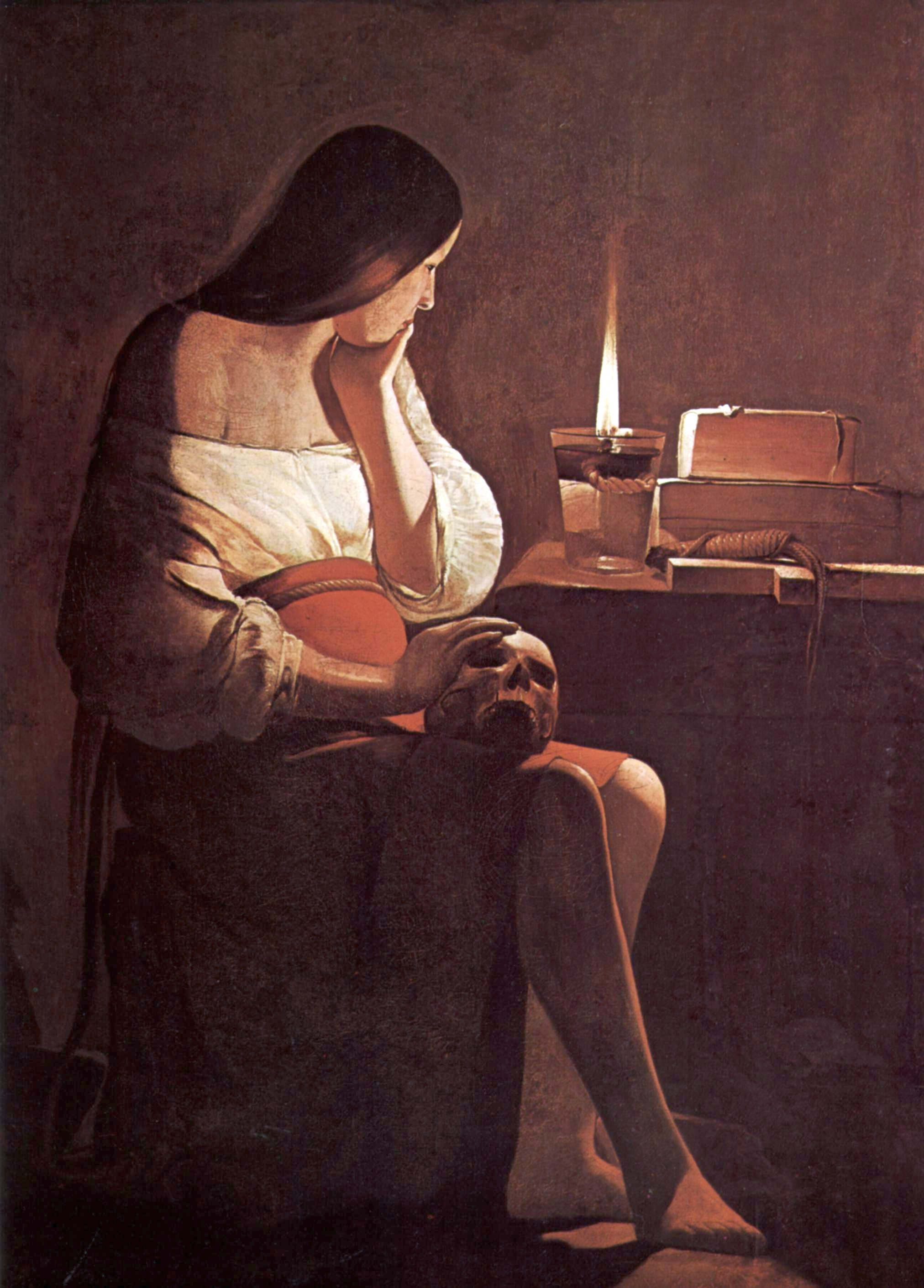
George de La Tour, De berouwvolle Maria Magdalena, 1640-1645
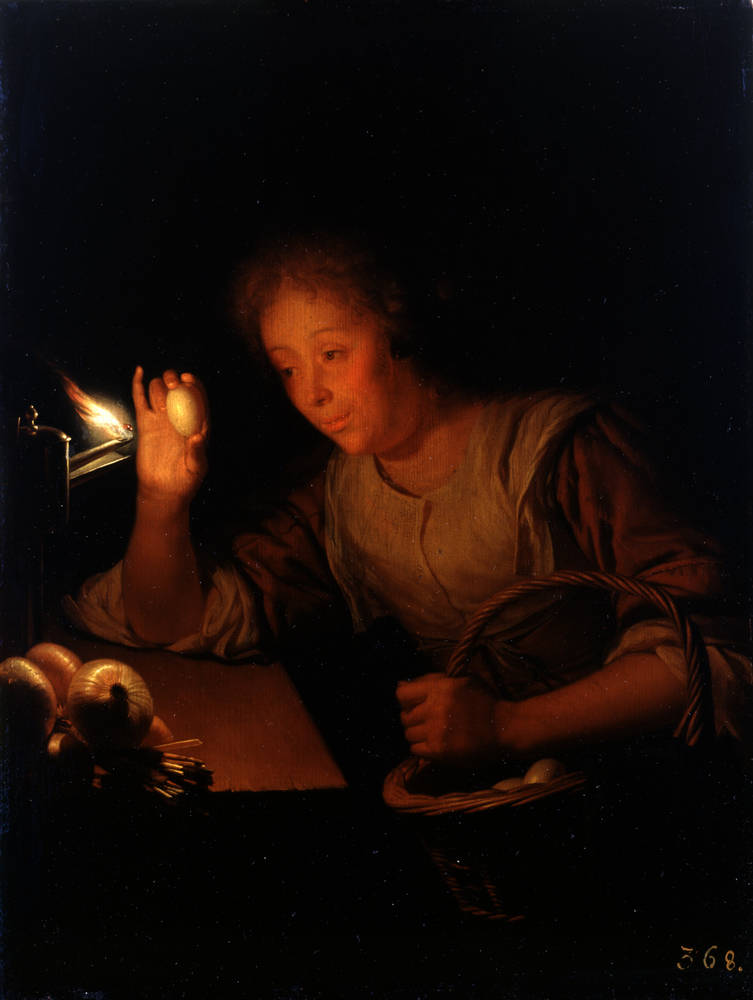
Godfried Schalcken, Een vrouw houdt een ei tegen een lamp, 1665 en 1669
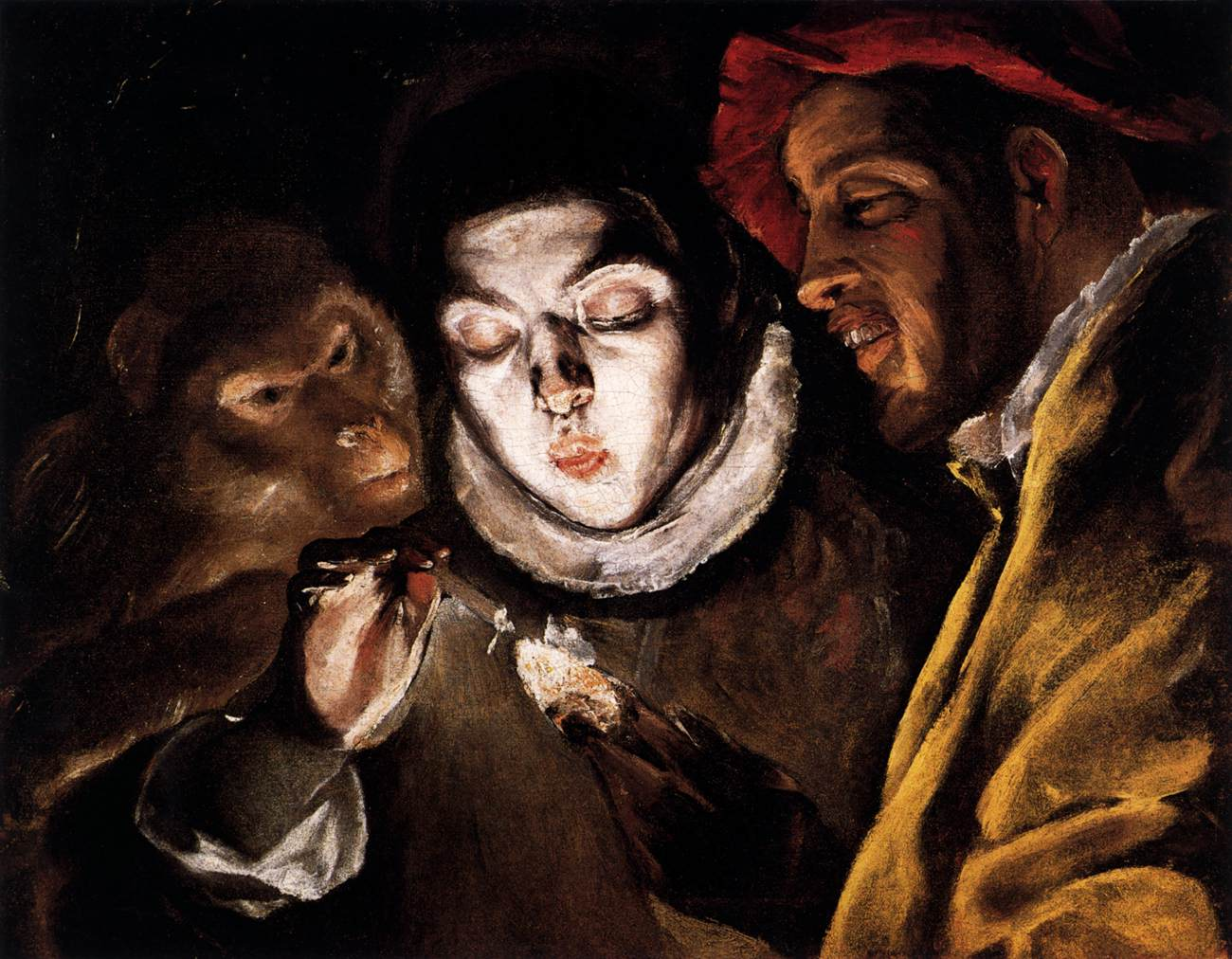
El Greco - Allegorie met een jongen die een kaars aansteekt in gezelschap van een aap en een zot (Fábula), ca. 1580